# Kamienica nad Nysą Łużycką (przystanek kolejowy)
Kamienica nad Nysą Łużycką – zamknięty przystanek kolejowy w Kamienicy nad Nysą Łużycką na linii kolejowej nr 365 Stary Raduszec – Bad Muskau, w powiecie żarskim, w województwie lubuskim, w Polsce.